# Национална художествена гимназия „Димитър Добрович“
Националната художествена гимназия „Димитър Добрович“ в Сливен е създадено с наименованието Средно художествено училище за приложни изкуства през 1981 г.
През 2017 г. Националната художествена гимназия „Димитър Добрович“ е подпомогната, като получава дарение. Паричните суми ще бъдат изразходвани за система за окачване и професионално осветление за новата изложбена зала в гимназията, която ще има име „Нова галерия“.
„Национална художествена гимназия „Димитър Добрович“, съвместно с Художествената галерия „Димитър Добрович“ – Сливен, Съюз на българските художници – представителство Сливен, Дружество на художниците – Сливен, организира традиционната Национална изложба за изобразително изкуство в Сливен.